# Marco Nicolini

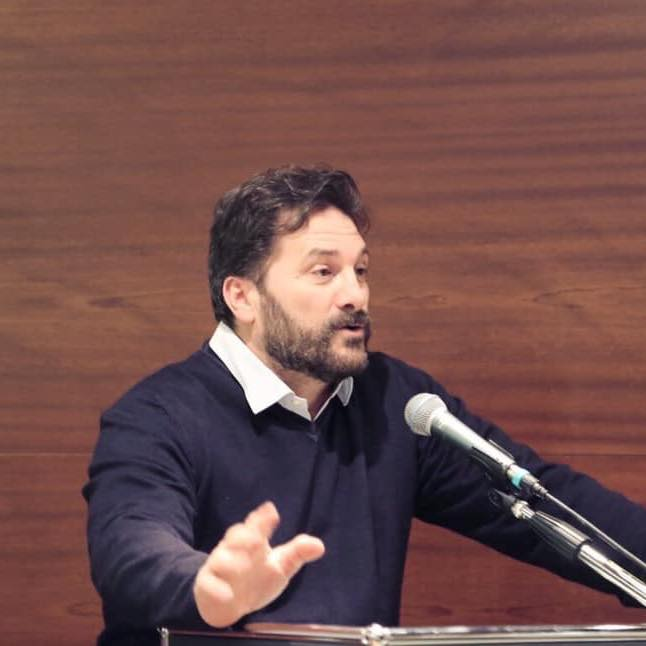
Marco Nicolini (2020)

Marco Nicolini (* 15. September 1970 in Piove di Sacco) ist ein san-marinesischer Politiker und Schriftsteller. Er ist gemeinsam mit Gian Carlo Venturini seit dem 1. April 2021 Capitano Reggente (Staatsoberhaupt) von San Marino.

## Leben
Nicolini wurde in Piove di Sacco geboren und wuchs in Padua auf. Er studierte Fremdsprachen und Literatur an der „Carlo Bo“-Universität von Urbino. Nach dem Studium ging er nach San Marino, wo er im Kreditsektor arbeitet. Er ist verheiratet und Vater von zwei Kindern.
Nicolini ist Mitglied im Consiglio Grande e Generale und Präsident der San Marino-Delegation beim Europarat in Straßburg.

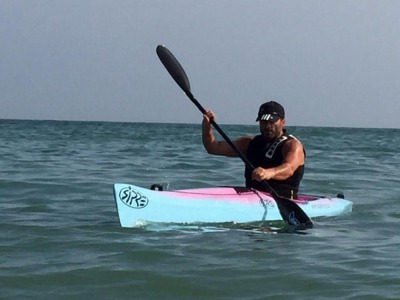
Nicolini in Rimini (2015)

Er betrieb Kajaksport und Boxsport im Halbschwergewicht. 2015 überquerte er die Adria mit dem Kajak an der breitesten Stelle von der Insel Rab aus und erreichte zwei Tage später das Ufer bei Viserba.
Nicolini gründete 2015 eine Facebook-Seite mit Geschichten aus der Welt des Boxens unter dem Namen „Nicolini erzählt von Boxern“ (italienisch Nicolini racconta di pugili). Ein gleichnamiges Buch veröffentlichte er 2016. Im Dezember 2018 präsentierte er in Rom und anderen Städten das Buch Geschichten von Boxern (italienisch Storie di Pugili). Im Jahr 2020 veröffentlichte er eine Anthologie unter dem Titel Sottacqua.
Seit 2016 sitzt er im Parlament von San Marino und ist in der RETE-Bürgerbewegung aktiv. Während seiner Amtsperioden vertrat er San Marino regelmäßig im Europarat.
Er wurde zusammen mit Gian Carlo Venturini für den Zeitraum vom 1. April bis 1. Oktober 2021 zum Capitano Reggente (Staatsoberhaupt) gewählt.

## Veröffentlichungen
- Storie di pugili, Prato, Piano B, 2018, ISBN 978-88-9371-056-5
- Sottacqua, San Marino, AIEP, 2020, ISBN 978-88-6086-181-8
- Mille pugili, Salerno, Burno, 2022, ISBN 979-12-80772-01-5
- Il contrario di Benny, Salerno, Burno, 2024, ISBN 979-12-80772-17-6